# 艾官
艾官，贾府买来的十二个唱戏的女孩子之一（其餘是：文官、寶官、玉官、齡官、菂官、藕官、蕊官、茄官、芳官、葵官、豆官），饰老外。戏班解散后，送给贾探春当丫鬟。后被王夫人以“唱戏的女孩都是狐狸精”为由逐出大观园，后被她干娘领出自行聘嫁。
周汝昌认为，艾官为《红楼梦》情榜五副榜人物之一。